# ماکوتو سوگیموتو
ماکوتو سوگیموتو (انگلیسی: Makoto Sugimoto؛ زادهٔ ۲۷ اکتبر ۱۹۸۷) بازیکن فوتبال اهل ژاپن است.
از باشگاه‌هایی که در آن بازی کرده‌است می‌توان به باشگاه ورزشی توچیگی اشاره کرد.